# Àlex Sigurbjörnsson
En aquest nom islandès, el darrer nom és un patronímic, no pas un cognom. La manera de referir-se a aquesta persona és pel nom de pila.
Alexander Sigurbjörnsson Benet (Reykjavík, Islàndia, 13 de desembre de 1988) és un esportista de rem.
Amb poc més d'un any se trasllada amb la seva mare a Tortosa on creix. Comença remar el 1998 i el 1999 participa en el campionat d'Espanya de rem aleví. Després de passar per Banyoles en el mundial juvenil de 2006 queda sisè i el 2009, com a absolut, octau en el quatre sense timoner.
Després d'obtenir la classificació olímpica va participar en els Jocs Olímpics de Rio 2016.